# جرج ماریون جونیور
جرج ماریون جونیور (انگلیسی: George Marion, Jr.؛ ۳۰ اوت ۱۸۹۹ – ۲۵ فوریهٔ ۱۹۶۸) یک فیلم‌نامه‌نویس اهل ایالات متحده آمریکا بود.

## فیلم‌شناسی
- تله آدم‌گیر (۱۹۲۶)
- خفاش (۱۹۲۶)
- The Duchess of Buffalo (۱۹۲۶)
- کمیل (۱۹۲۶)
- The Magic Flame (۱۹۲۷)
- A Little Journey (۱۹۲۷)
- محموله ویژه (۱۹۲۷)
- It (۱۹۲۷)
- دنیای تبهکاران (۱۹۲۷)
- دو شوالیه عرب (۱۹۲۷)
- مو قرمزی (۱۹۲۸)
- Manhattan Cocktail (۱۹۲۸)
- Warming Up (۱۹۲۸)
- Ladies of the Mob (۱۹۲۸)
- شوگرل (۱۹۲۸)
- شرکای جرم (۱۹۲۸)
- This Is Heaven (۱۹۲۹)
- Follow Thru (۱۹۳۰)
- این همان شب است (۱۹۳۲)
- امشب عاشقم باش (۱۹۳۲)
- طلاق گی (۱۹۳۴)
- You Can't Cheat an Honest Man (۱۹۳۹)